# Monika Žunkovič
Monika Žunkovič, slovenska nogometašica, 7. september 1989. 
Monika od leta 2007 igra za Maribor v Slovenski ženski nogometni ligi. Igrala je tudi za Pomurje in Krka Novo Mesto.
Je tudi članica  Slovenske ženske nogometne reprezentance.